# Linda Fratianne
Linda Sue Fratianne (2 agosto 1960) è un'ex pattinatrice artistica su ghiaccio statunitense.

## Biografia
Fratianne ha iniziato a pattinare quando aveva 9 anni. Il suo allenatore è stato Frank Carroll. Fratianne è stata la prima pattinatrice a eseguire due salti tripli in un programma libero. Fratianne si è sottoposta a un intervento chirurgico al naso in parte per motivi estetici e in parte per correggere un problema al setto nasale che le rendeva la respirazione complicata. Conscia dell'importanza della televisione, Fratianne ha iniziato a decorare i suoi costumi con strass e decorazioni varie, creando un gusto per i costumi che sarebbe stato seguito anche dalle altre pattinatrici.

## Palmarès
| Internazionali            | Internazionali | Internazionali | Internazionali | Internazionali | Internazionali | Internazionali | Internazionali |
| Evento                    | 1973–74        | 1974–75        | 1975–76        | 1976–77        | 1977–78        | 1978–79        | 1979–80        |
| ------------------------- | -------------- | -------------- | -------------- | -------------- | -------------- | -------------- | -------------- |
| Giochi olimpici invernali |                |                | 8°             |                |                |                | 2°             |
| Campionati mondiali       |                |                | 5°             | 1°             | 2°             | 1°             | 3°             |
| Skate Canada              |                |                |                |                | 1°             |                |                |
| NHK Trophy                | 2°             |                |                |                |                |                |                |
| Richmond Trophy           |                |                | 3°             |                |                |                |                |
| St. Ivel International    |                |                |                |                |                | 1°             |                |
| St. Gervais               | 1°             |                |                |                |                |                |                |
| Nebelhorn Trophy          | 2°             |                |                |                |                |                |                |
| Nazionali                 |                |                |                |                |                |                |                |
| Campionati statunitensi   |                | 7°             | 2°             | 1°             | 1°             | 1°             | 1°             |